# 1909 год в науке
В 1909 году произошли следующие события в области науки:

## События
- 16 января — экспедиция Эрнеста Шеклтона достигла южного магнитного полюса[1].
- 6 февраля — Лео Бакеланд сообщил о полученном им материале, который он назвал «бакелитом». Данный материал был первым синтетическим реактопластом — пластиком, который не размягчался при высокой температуре[2].
- 7 декабря — Захеусом Даниэлем (Принстонский университет, Нью-Джерси, США) была открыта комета Даниэля[3].
- Вильгельм Иогансен в работе «Элементы точного учения наследственности» вводит термины: «ген», «генотип» и «фенотип»[4].
- Французским изобретателем Адольфом Кегрессом был сконструирован первый образец полугусеничного автомобиля[5].
- Фрицем Хабером и Карлом Бошем объявлено об открытии промышленного процесса, в котором атмосферный азот «связывается» путём синтеза аммиака[6].
- Робертом Милликеном и Харви Флетчером[англ.] был проведён опыт по измерению элементарного электрического заряда[7].
- Бразильский медик Карлус Шагас впервые описал американский трипаносомоз[8].
- Лёйтзен Брауэр доказал теорему о неподвижной точке.
- Для работы Марии Складовской-Кюри учреждён Парижский Радиевый институт[9].
- Российский фармаколог Н. П. Кравков впервые применил внутривенную инъекцию гедонала (производного барбитуровой кислоты для наркоза[10]).

## Награды
- Ломоносовская премия[11]:53—108
  - В. В. Сиповский за сочинение посвящённое истории русского романа второй половины XVIII в.[12].
- Нобелевская премия
  - Физика — Гульельмо Маркони и Карл Фердинанд Браун, «За выдающийся вклад в создание беспроволочной телеграфии».
  - Химия — Вильгельм Оствальд, «Знак признания проделанной им работы по катализу, а также за исследования основных принципов управления химическим равновесием и скоростями реакции».
  - Медицина и физиология — Эмиль Теодор Кохер, «За работы в области физиологии, патологии и хирургии щитовидной железы».

## Родились
- 5 января — Стивен Клини, американский математик (ум. в 1994).
- 12 января — Андрей Адо, советский патофизиолог, иммунолог (ум. в 1997).
- 25 февраля — Лев Андреевич Арцимович, советский физик, академик АН СССР (1953), Герой Социалистического Труда (1969), руководитель исследований по управляемому термоядерному синтезу (ум. в 1973).
- 17 марта — Андрей Антонович Немиро, советский астроном.
- 18 марта — Сабир Юнусович Юнусов, видный советский учёный, специалист в области химии алкалоидов (ум. в 1995).
- 13 апреля — Станислав Улам, польский математик еврейского происхождения (ум. в 1984).
- 22 апреля — Рита Леви-Монтальчини, итальянский нейробиолог, лауреат Нобелевской премии по физиологии и медицине 1986 года (ум. в 2012).
- 7 мая — Эдвин Лэнд, американский учёный и изобретатель, основатель корпорации Polaroid (ум. в 1991).
- 17 мая — Леонид Моисеевич Пятигорский, советский физик (ум. в 1993).
- 5 июня — Пал Гомбас, венгерский физик-теоретик (ум. в 1971).
- 7 июня — Вирджиния Апгар, американский врач-анестезиолог в акушерстве. Автор знаменитой шкалы Апгар (ум. в 1974).
- 24 июня — Уильям Пенни, английский физик, руководитель британской программы по созданию атомной бомбы.
- 30 июля — Сирил Норткот Паркинсон (ум. 1993), английский историк, автор знаменитого закона.
- 6 августа — Никита Анфимов советский и российский археолог (ум. 1998).
- 21 августа — Николай Николаевич Боголюбов, выдающийся советский математик и физик-теоретик, академик АН СССР и РАН, дважды Герой Социалистического труда, специалист в области нелинейной механики и квантовой теории поля (ум. в 1992).
- 14 сентября — Питер Скотт, английский эколог, орнитолог, художник, спортсмен (ум. 1989).
- 19 ноября — Питер Друкер, американский экономист австрийского происхождения, считающийся отцом современной теории менеджмента (ум. в 2005).
- 24 ноября — Герхард Генцен, немецкий математик и логик, внёс большой вклад в исследование оснований математики и развитие теории доказательств (ум. в 1945).
- 24 декабря — Семён Алексеев, советский авиаконструктор (ум. в 1993).

## Скончались
- 12 января — Герман Минковский, немецкий математик и физик (род. 1864).
- 26 февраля — Герман Эббингауз, немецкий психолог-экспериментатор (род. 1850).
- 10 мая — Янош Бёк, венгерский геолог (род. 1840).
- 11 июля — Саймон Ньюком, американский астроном, математик и экономист канадского происхождения (род. 1835).
- 14 августа — Уильям Стэнли, британский изобретатель (род. 1829).
- 27 августа — Эмиль Хансен, датский ботаник, химик и микробиолог (род. 1842).
- 19 октября — Чезаре Ломброзо, итальянский судебный психиатр и антрополог (род. 1835).